# ادواردو جرولامی
ادواردو جرولامی (انگلیسی: Eduardo Gerolami؛ زادهٔ ۱۰ مارس ۱۹۵۲) بازیکن سابق اروگوئه اهل اروگوئه است که به صورت حرفه‌ای در اروگوئه، اسپانیا و مکزیک بازی کرد.